# Creedence Clearwater Revisited
Creedence Clearwater Revisited je rocková kapela založena v roce 1995 bývalými členy Creedence Clearwater Revival, Stu Cookem (bass) a Dougem Cliffordem (bicí).